# Шотландське Просвітництво
Шотландське Просвітництво (шотл. Scots Enlichtenment ) - період у Шотландії 18-го та початку 19-го століття, що характеризувався виливом інтелектуальних та наукових досягнень. 

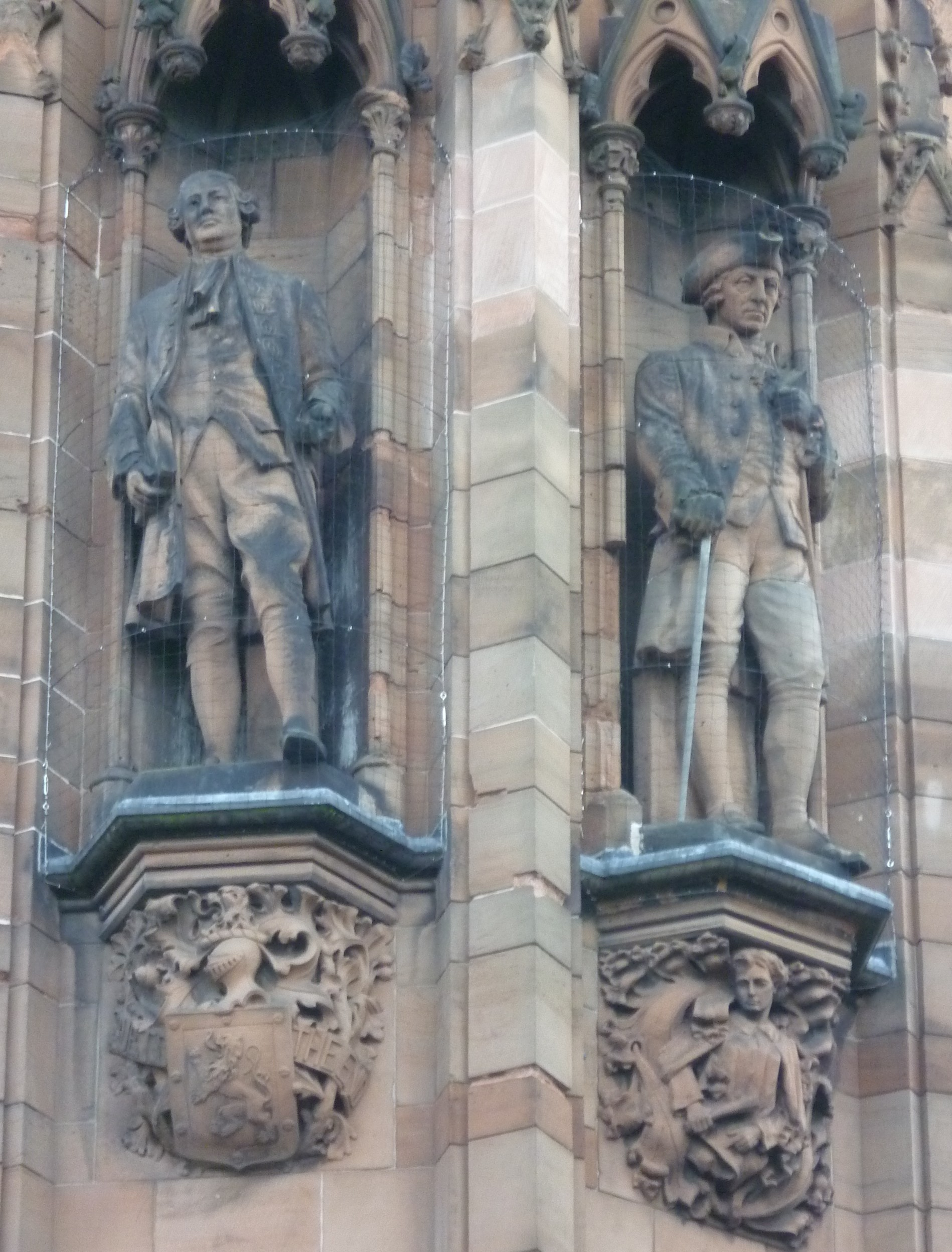
Дейвід Г'юм та Адам Сміт на будівлі Національної портретної галереї Шотландії.

До XVIII століття Шотландія мала мережу парафіяльних шкіл на Шотландській низовині та п'ять університетів. Культура Просвітництва ґрунтувалася на уважному читанні нових книг та інтенсивних дискусіях, які щодня відбувалися в таких місцях інтелектуальних зустрічей в Единбурзі, як «Товариство Вибраних» і, пізніше, «Покер-клуб», а також у старовинних шотландських університетах (Сент-Ендрюс, Глазго, Единбург, Королівський коледж і Марішальський коледж).
Поділяючи гуманістичний і раціональний світогляд західного Просвітництва того ж періоду, мислителі шотландського Просвітництва стверджували важливість людського розуму в поєднанні з відмовою від будь-якого авторитету, який не може бути виправданий розумом. У Шотландії Просвітництво характеризувалося глибоким емпіризмом і практицизмом, де головними цінностями були вдосконалення, чеснота і практична користь для окремої людини і суспільства в цілому.
Серед галузей, які швидко розвивалися, були філософія, політична економія, інженерія, архітектура, медицина, геологія, археологія, ботаніка та зоологія, право, сільське господарство, хімія та соціологія. Серед шотландських мислителів і вчених того періоду були Джозеф Блек, Джеймс Босуелл, Роберт Бернс, Вільям Каллен, Адам Фергюсон, Девід Юм, Френсіс Хатчесон, Джеймс Хаттон, лорд Монбоддо, Джон Плейфер, Томас Рейд, Адам Сміт і Дугалд Стюарт.
Шотландське Просвітництво мало вплив далеко за межами Шотландії, не лише через повагу до шотландських досягнень за межами Шотландії, але й через те, що його ідеї та погляди поширювалися по всій Великій Британії та західному світу як серед шотландської діаспори, так і серед іноземних студентів, які навчалися в Шотландії.

## Передумови
Об'єднання Шотландії з Королівством Англія у 1707 році, в результаті якого утворилося Королівство Великобританія, означало кінець існування шотландського парламенту. Парламентарі, політики, аристократи та чиновники переїхали до Лондона. Шотландське право залишилося повністю відокремленим від англійського, тому суди, адвокати та юристи залишилися в Единбурзі. Штаб-квартира і керівництво Шотландської Церкви також залишилися, як і університети та медичні заклади. Юристи і священнослужителі разом з професорами, інтелектуалами, медиками, науковцями та архітекторами сформували нову еліту середнього класу, яка домінувала в міській Шотландії і сприяла шотландському Просвітництву.

## Економічне зростання
На момент унії 1707 року Королівство Англія мало приблизно в п'ять разів більше населення, ніж Шотландія, і приблизно в 36 разів більше багатств, але в Шотландії було п'ять шотландських університетів (Сент-Ендрюс, Глазго, Единбург, Абердинський королівський коледж і Марішальський коледж) проти двох в Королівстві Англія. Шотландія пережила початок економічної експансії, яка дозволила їй скоротити цей розрив. Контакти з Англією призвели до свідомих спроб покращити сільське господарство серед шляхти та дворянства. Хоча деякі власники маєтків покращували якість життя своїх переміщених робітників, огородження призводили до безробіття та вимушених міграцій до міст або за кордон.
Основною зміною в міжнародній торгівлі стало швидке розширення ринку збуту в Америці. Особливо вигоду від цієї нової торгівлі отримав Глазго; спочатку постачаючи колоніям промислові товари, він став центром торгівлі тютюном, який реекспортувався, зокрема, до Франції. Купці, що займалися цим прибутковим бізнесом, стали багатими тютюновими магнатами, які домінували в місті протягом більшої частини XVIII ст. Банківська справа також розвивалася в цей період. Банк Шотландії, заснований у 1695 році, був запідозрений у якобітських симпатіях, тому в 1727 році був заснований конкуруючий Королівський банк Шотландії. Місцеві банки почали засновуватися в таких містах, як Глазго та Ейр. Вони зробили капітал доступним для бізнесу, покращення доріг і торгівлі.

## Система освіти
Гуманістично натхненний акцент на освіті в Шотландії увінчався прийняттям Закону про освіту 1496 р., який постановив, що всі сини баронів та вільних власників майна повинні відвідувати гімназії. Цілі мережі парафіяльних шкіл були підхоплені як частина протестантської програми в 16 столітті, і низка актів Таємної Ради і Парламенту в 1616, 1633, 1646 і 1696 роках намагалися підтримати її розвиток і фінансування.  До кінця 17 століття існувала в основному повна мережа парафіяльних шкіл в Низинах, але у Високогір'ї базової освіти все ще не вистачало в багатьох регіонах. Одним з наслідків цієї розгалуженої мережі шкіл стало зростання «демократичного міфу», який у 19 столітті створив широке переконання, що багато «хлопців з пар» змогли піднятися через систему і зайняти високі посади, і що грамотність в Шотландії була набагато більш поширеною, ніж у сусідніх державах, зокрема, в Англії. Незалежно від того, яким насправді був рівень грамотності, очевидно, що багато шотландських учнів засвоїли корисну форму візуальної грамотності, яка дозволила їм краще організовувати і запам'ятовувати інформацію.
У 17-му столітті Шотландія мала п'ять університетів, тоді як Англія - два. Після руйнівних громадянських воєн (Війна трьох королівств), Речі Посполитої та чисток під час Реставрації вони відновилися з лекційною програмою, яка охоплювала економіку та науку, пропонуючи високоякісну ліберальну освіту синам знаті та дворянства. В усіх університетах були створені або відновлені кафедри математики. Обсерваторії були побудовані в Сент-Ендрюсі, а також у Королівському та Марішальському коледжах в Абердині. Роберт Сіббальд (1641-1722) був призначений першим професором медицини в Единбурзі і став співзасновником Королівського коледжу лікарів Единбурга в 1681 р. Ці події допомогли університетам стати основними центрами медичної освіти і вивели Шотландію на передові рубежі нового мислення. До кінця століття медичний факультет Единбурзького університету був, мабуть, одним з провідних наукових центрів Європи, який міг похвалитися такими іменами, як анатом Олександр Монро, хіміки Вільям Каллен і Джозеф Блек, та природознавець Джон Вокер. У 18 столітті доступ до шотландських університетів був, ймовірно, більш відкритим, ніж у сучасній Англії, Німеччині чи Франції. Навчання коштувало дешевше, а студентство було більш соціально репрезентативним. У вісімнадцятому столітті Шотландія пожинала інтелектуальні плоди цієї системи.

## Інтелектуальний клімат
У Франції Просвітництво базувалося на салонах і завершилося створенням великої Енциклопедії (1751-1772) під редакцією Дені Дідро і (до 1759) Жана ле Рон д'Аламбера (1713-1784) за участю сотень провідних інтелектуалів, таких як Вольтер (1694-1778), Руссо (1712-1778) і Монтеск'є (1689-1755). Було продано близько 25 000 примірників 35-томника, половина з них - за межами Франції. У шотландському інтелектуальному житті культура була орієнтована на книги. 1763 року в Единбурзі було шість друкарень і три паперові фабрики; 1783 року було 16 друкарень і 12 паперових фабрик.
Інтелектуальне життя оберталося навколо низки клубів, заснованих в Единбурзі в 1710-х роках. Одним з перших був клуб «Ізі», співзасновником якого в Единбурзі був друкар-якобієць Томас Руддіман. До Глазго клуби з'явилися лише в 1740-х роках. Одним з перших і найважливіших у місті був Клуб політичної економії, метою якого було налагодження зв'язків між науковцями та купцями, видатний економіст Адам Сміт був одним з перших його членів. Серед інших клубів в Единбурзі були «Товариство вибраних», засноване молодим Алланом Рамзі, видатним художником, та філософами Девідом Юмом і Адамом Смітом, а пізніше - «Покерний клуб», заснований 1762 року і названий так Адамом Фергюсоном з метою «з'ясувати» думку щодо питання про ополчення.
Історик Джонатан Ізраел стверджує, що до 1750 року у великих містах Шотландії була створена інтелектуальна інфраструктура, що складалася з взаємодоповнюючих інституцій, таких як університети, читацькі товариства, бібліотеки, періодичні видання, музеї та масонські ложі. Шотландська мережа була «переважно ліберально-кальвіністською, ньютонівською та “проектною” за своїм характером, що відіграло важливу роль у подальшому розвитку трансатлантичного Просвітництва». Брюс Ленман каже, що їхнім «головним досягненням була нова здатність розпізнавати та інтерпретувати соціальні патерни».
Шотландське Просвітництво багато в чому завдячує високоосвіченій культурі шотландського пресвітеріанства. Заснована як Церква Шотландії після революції 1688 року, пресвітеріани підтримали Акт унії 1707 року та протестантську Ганноверську монархію. У вісімнадцятому столітті відбувалися розбіжності та суперечки між жорсткими традиційними кальвіністами, поміркованими під впливом Просвітництва та дедалі популярнішими євангелістами. Помірковане духовенство, з його акцентом на розум, толерантність, моральність і ввічливі манери, піднімалося в університетах. Деякі з провідних інтелектуальних світочів шотландського Просвітництва були пресвітеріанськими служителями, такими як Вільям Робертсон (1721-93), історик і ректор Единбурзького університету. Кар'єри скептиків, таких як Адам Сміт і Девід Юм, багато в чому завдячують толерантності, підтримці і дружбі поміркованого духовенства.
Шотландське духовенство було настільки відоме своїми просвітницькими цінностями, що один друг з Англії запитав преподобного Джеймса Водроу, священика з графства Ейршир, чи справді дві третини шотландського духовенства є деїстами. Водроу відкинув це припущення і зауважив: «Я не можу собі уявити, щоб кількість деїстів серед нас мала хоч якусь пропорцію до решти. Кілька людей з Единбурга у східному Лотіані та Мерсі, які читали книги Девіда Юма, спілкувалися з ним та його друзями, до яких можна додати одного-двох розсіяних священнослужителів в інших частинах країни, яким пощастило здобути освіту серед цих людей, - ось і все, на що можна розраховувати, і неважко пояснити, чому вони покинули віру... і полюбили теперішній світ та модний у ньому спосіб мислення». (Джеймс Водроу до Семюеля Кенріка, 25 січня 1769 року).

## Основні інтелектуальні сфери
Першим великим філософом шотландського Просвітництва був Френсіс Хатчесон (1694-1746), який був професором моральної філософії в Глазго з 1729 по 1746 рік. Він був важливою сполучною ланкою між ідеями Шафтсбері та пізнішою школою шотландського реалізму здорового глузду, розвиваючи утилітаризм і консеквенціалістське мислення. Також під впливом Шафтсбері перебував Джордж Тернбулл (1698-1748), який був регентом Марішальського коледжу в Абердині і опублікував новаторські роботи в галузі християнської етики, мистецтва та освіти.
Девід Юм (1711-76), чиї «Трактат про людську природу» (1738) та «Нариси, моральні та політичні» (1741) допомогли окреслити параметри філософського емпіризму та скептицизму. Він матиме великий вплив на пізніших діячів Просвітництва, включаючи Адама Сміта, Іммануїла Канта та Джеремі Бентама. Аргумент Юма про те, що в природі не існує прихованих ефективних причин, підтримав і розвинув Томас Браун (1778-1820), наступник Дугалда Стюарта (1753-1828) в Единбурзі, який мав значний вплив на пізніших філософів, включаючи Джона Стюарта Мілля.
На відміну від Юма, Томас Рід (1710-96), учень Тернбулла, разом з міністром Джорджем Кемпбеллом (1719-96) та письменником і моралістом Джеймсом Бітті (1735-1803) сформулював реалізм здорового глузду. Рід виклав свої теорії в «Дослідженні людського розуму на основі принципів здорового глузду» (1764). Цей підхід стверджував, що існують певні поняття, такі як людське існування, існування твердих об'єктів та деякі основні моральні «першопринципи», які притаманні людині і з яких мають виводитися всі наступні аргументи та системи моралі. Це можна розглядати як спробу примирити нові наукові досягнення Просвітництва з релігійною вірою.

## Економіка
Адам Сміт розробив і опублікував «Багатство народів», відправну точку сучасної економіки. Це дослідження, яке мало безпосередній вплив на британську економічну політику, досі визначає рамки дискусій про глобалізацію і тарифи. У книзі земля, праця і капітал визначені як три фактори виробництва і головні складові багатства нації, на відміну від фізіократичної ідеї про те, що тільки сільське господарство є продуктивним. Сміт обговорював потенційні переваги спеціалізації шляхом поділу праці, включаючи підвищення продуктивності праці та вигоди від торгівлі, як між містом і селом, так і між країнами. 50 Його «теорема» про те, що «поділ праці обмежується розмірами ринку», була описана як «ядро теорії функцій фірми та промисловості» та «фундаментальний принцип економічної організації». «В аргументації, яка включає «один з найвідоміших пасажів в усій економічній науці», Сміт представляє кожну людину як таку, що намагається використати будь-який капітал, яким вона може володіти, для власної вигоди, а не для вигоди суспільства, і заради прибутку, який є необхідним на певному рівні для використання капіталу у вітчизняній промисловості, і який позитивно пов'язаний з вартістю продукції. Економісти пов'язують концепцію невидимої руки Сміта з його турботою про простих людей через економічне зростання та розвиток, що уможливлює вищий рівень споживання, яке Сміт описує як «єдину мету і призначення всього виробництва».

## Соціологія та антропологія
Шотландські мислителі епохи Просвітництва розвинули те, що провідні мислителі, такі як Джеймс Бернетт, лорд Монбоддо (1714-99) і лорд Кеймс, називали наукою про людину, що знайшло своє історичне вираження в роботах таких мислителів, як Джеймс Бернетт, Адам Фергюсон, Джон Міллар, Вільям Робертсон і Джон Вокер, які поєднували наукове вивчення поведінки людей у стародавніх і примітивних культурах з усвідомленням детермінантних сил сучасності. Сучасні поняття візуальної антропології пронизують лекції провідних шотландських вчених, таких як Г'ю Блер, а Алан Свінгвуд стверджує, що сучасна соціологія значною мірою зародилася в Шотландії. Джеймс Бернетт сьогодні найбільш відомий як засновник сучасної порівняльно-історичної лінгвістики. Він був першою великою фігурою, яка стверджувала, що людство розвинуло мовні навички у відповідь на зміну навколишнього середовища та соціальних структур. Він був одним із багатьох вчених, які брали участь у розробці ранніх концепцій еволюції, і йому приписують принципове передбачення ідеї природного відбору, яка була розвинена в наукову теорію Чарльз Дарвін і Альфред Рассел Уоллес.

## Математика, наука і медицина
Одним із центральних стовпів шотландського Просвітництва були наукові та медичні знання. Багато з ключових мислителів отримали медичну освіту або вивчали науку і медицину в університеті чи самостійно на певному етапі своєї кар'єри. Так само помітною була присутність професіоналів з університетською медичною освітою, особливо лікарів, аптекарів, хірургів і навіть міністрів, які жили в провінції. На відміну від Англії чи інших європейських країн, таких як Франція чи Австрія, інтелігенція Шотландії не була залежною від могутніх аристократичних покровителів, і це спонукало її дивитися на науку очима корисності, вдосконалення та реформ.
Колін Маклаурін (1698-1746) був призначений на посаду завідувача кафедри математики у віці 19 років у Марішальському коледжі і був провідним британським математиком своєї епохи. Математик і фізик сер Джон Леслі (1766–1832) відомий своїми експериментами з теплом і був першою людиною, яка штучно створила лід.
Серед інших видатних діячів науки були Вільям Каллен (1710-90), лікар і хімік, Джеймс Андерсон (1739–1808), агроном. Джозеф Блек (1728–99), фізик і хімік, відкрив вуглекислий газ (нерухоме повітря) і приховане тепло, і розробив те, що багато хто вважає першими хімічними формулами.
Джеймс Хаттон (1726–1797) був першим сучасним геологом, його «Теорія Землі» (1795) кинула виклик існуючим уявленням про вік Землі. Його ідеї популяризував вчений і математик Джон Плейфер (1748–1819). До Джеймса Хаттона преподобний Девід Уре, тодішній служитель парафії Іст-Кілбрайд, був першим, хто зобразив мушлі «ентрочі» на ілюстраціях і описав геологію Південної Шотландії. Знахідки Девіда Уре були досить впливовими, щоб надихнути шотландців на запис та інтерпретацію природничої історії та скам'янілостей, що стало важливою частиною шотландського Просвітництва.
Единбург став головним центром медичного викладання та досліджень.

## Значення

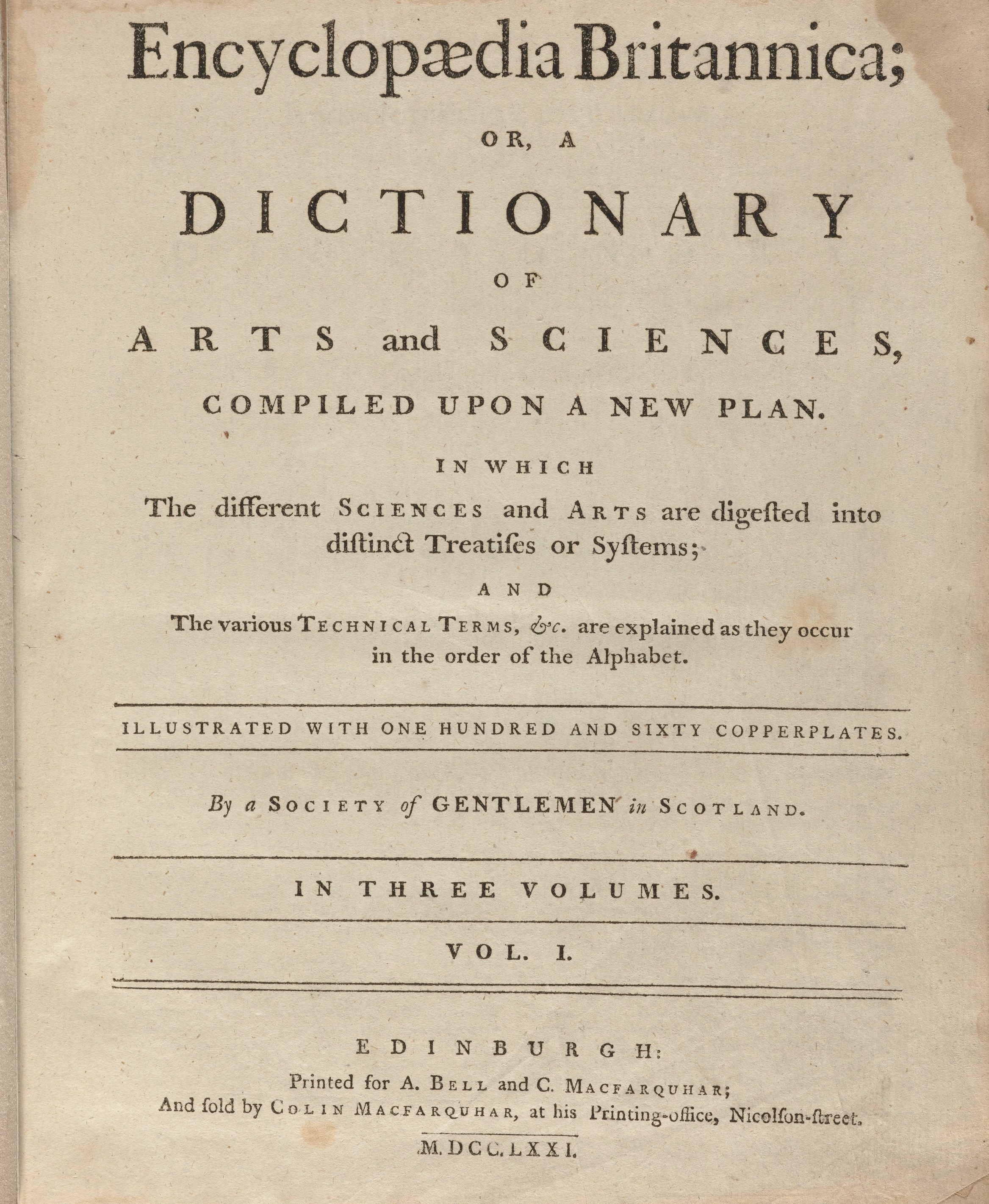
Титул першого видання «Британіки», 1771

Репрезентантом далекосяжного впливу шотландського Просвітництва стала нова Британська енциклопедія (Encyclopædia Britannica), яку розробили в Единбурзі Колін Макфаркуар, Ендрю Белл та інші. Вперше вона була опублікована у трьох томах між 1768 і 1771 роками, на 2 659 сторінках і 160 гравюрах, і швидко стала стандартним довідковим виданням в англомовному світі. Четверте видання (1810) налічувало 16 000 сторінок у 20 томах. Енциклопедія продовжувала виходити в Единбурзі до 1898 року, коли була продана американському видавництву.

## Культурний вплив
Шотландське Просвітництво мало численні виміри, впливаючи на культуру нації в кількох сферах, включаючи архітектуру, мистецтво та музику.
Шотландія створила деяких найвизначніших архітекторів того періоду, які брали участь в інтелектуальній культурі Просвітництва. Роберт Адам (1728-92) був дизайнером інтер'єрів, а також архітектором, разом зі своїми братами розвивав стиль Адама. Він вплинув на розвиток архітектури у Великій Британії, Західній Європі, Північній Америці та Росії. Головним суперником Адама був Вільям Чемберс, ще один шотландець, але народжений у Швеції. Чемберса було призначено архітектурним наставником принца Уельського, згодом Георга ІІІ, а 1766 року, разом з Робертом Адамом, архітектором короля.
Серед художників були Джон Александер і його молодший сучасник Вільям Моссман (1700–1771). Вони намалювали багатьох діячів ранньопросвітницького Единбурга. Провідний шотландський художник кінця XVIII століття Аллан Рамзі навчався у Швеції, Лондоні та Італії, а потім оселився в Единбурзі, де зарекомендував себе як провідний портретист шотландської знаті і створив портрети багатьох видатних діячів шотландського Просвітництва, в тому числі свого друга філософа Девіда Юма та Жан-Жака Руссо, який приїжджав до Единбурга. [Гевін Гамільтон (1723–1798) провів майже всю свою кар'єру в Італії і став піонером неокласичного живопису на історичні та міфічні теми, зокрема зображував сцени з «Іліади» Гомера, а також виступав неформальним наставником британських художників і раннім археологом та антикваром. Багато його робіт можна розглядати як просвітницькі роздуми про походження суспільства і політики, зокрема «Смерть Лукреції» (1768) - подія, яка, як вважається, мала вирішальне значення для народження Римської республіки. Його класицизм матиме великий вплив на французького художника Жака-Луї Давида (1748-1825).
Зростання музичної культури в столиці було ознаменоване створенням Музичного товариства Единбурга в 1728 р. Серед шотландських композиторів, відомих своєю активною діяльністю в цей період, можна назвати Олександр Манро (нар. бл. 1732), Джеймс Фоліс (1710–1773) і Чарльз Маклін (нар. бл. 1737). Томас Ерскін, 6-й граф Келлі (1732–1781) був одним з найважливіших британських композиторів своєї епохи і першим шотландцем, який створив симфонію. У середині XVIII століття група шотландських композиторів почала реагувати на заклик Аллана Ремсі «володіти і вдосконалювати» власну музичну традицію, створюючи те, що Джеймс Джонсон охарактеризував як «шотландський стиль вітальні», беручи переважно шотландські мелодії з низовинної Шотландії і додаючи прості фігурні баси та інші риси італійської музики, які зробили їх прийнятними для аудиторії середнього класу. Він набрав обертів, коли близько 1740 року до нього долучилися такі видатні шотландські композитори, як Джеймс Освальд (1710–1769) та Вільям МакГіббон (1690–1756). «Цікава збірка шотландських пісень» Освальда (1740) була однією з перших, що включала гельські мелодії поряд з низинними, започаткувавши моду, поширену до середини століття, і сприяла створенню єдиної шотландської музичної ідентичності. Однак зі зміною моди зменшилася кількість публікацій збірників специфічно шотландських мелодій на користь їх включення до британських колекцій.

## Розширений вплив
Хоча традиційно вважається, що шотландське Просвітництво завершилося наприкінці 18 століття, непропорційно великий внесок шотландців у британську науку та літературу тривав ще 50 років і більше завдяки таким діячам, як Томас Карлайл, Джеймс Ватт, Вільям Мердок, Джеймс Клерк Максвелл, лорд Кельвін і сер Вальтер Скотт. Вплив руху поширився за межі Шотландії по всій Британській імперії та на континенті. Політичні ідеї мали важливий вплив на батьків-засновників Сполучених Штатів, які відокремилися від імперії у 1775 р. Філософія реалізму здорового глузду була особливо впливовою в американській думці та релігії 19-го століття.
У традиційній історіографії шотландське Просвітництво довгий час ототожнювалося з аболіціонізмом через праці деяких його членів і рідкісність поневолених людей у Шотландії. Однак академік Джон Стюарт стверджує, що через те, що багато членів шотландського Просвітництва брали участь у підтримці рабства та наукового расизму (наслідок, на його думку, непропорційної участі Шотландії в атлантичній работоргівлі), «розвиток хімії вісімнадцятого століття та ширше інтелектуальне [шотландське] Просвітництво були нерозривно пов'язані з економічним Рухом за поліпшення та колоніальною економікою британської работоргівлі».

## Культурні репрезентації
Шотландський драматург Роберт Маклеллан (1907-1985) написав низку повнометражних сценічних комедій, які дають самосвідоме уявлення про Единбург часів розквіту шотландського просвітництва, зокрема, «Единбурзькі флуери» (1957). Ці п'єси містять посилання на багатьох діячів, історично пов'язаних з рухом, і сатирично висміюють різні соціальні суперечності, зокрема у сфері розмовної мови, між традиційним суспільством і англізованими шотландцями, які позиціонували себе як виразники так званих «нових манер». Серед інших пізніших прикладів - «Молодий Аучінлек» (1962), сценічний портрет молодого Джеймса Босвелла, та «Лицемір» (1967), що привертає увагу до консервативної релігійної реакції в країні, яка загрожувала поставити під сумнів просвітницькі тенденції. Маклеллан змальовує цю напруженість у національному контексті складно, неупереджено та багатогранно.